# Allein gegen die Zukunft
Allein gegen die Zukunft ist eine US-amerikanische Fernsehserie, die aus der Feder von Ian Abrams, Bob Brush, Patrick Q. Page und Vic Rubenfeld stammt. Sie wurde erstmals am 28. September 1996 vom Sender CBS ausgestrahlt. Die letzte Episode wurde am 27. Mai 2000 in den USA ausgestrahlt.
In Deutschland konnte man die Serie auf ProSieben, VOX und später auf Sat.1 und Tele 5, aber auch im Bezahlfernsehen auf DF1 und Premiere World, sehen. Sat.1 zeigte die vierte und letzte Staffel als Free-TV-Premiere im Jahr 2002.

## Handlung
Die Serie handelt von einem Chicagoer Börsenmakler namens Gary Hobson (Kyle Chandler), der jeden Tag die Zeitung (Chicago Sun-Times) vom folgenden Tag von einer roten Katze bekommt. Er versucht anhand der Schlagzeilen die kommenden Unglücksfälle und Katastrophen zu verhindern und so die Menschenleben zu retten. Zur Seite stehen ihm sein geldgieriger Freund Chuck Fishman (der immer wieder versucht im Lotto zu gewinnen) und die blinde Sekretärin Marissa Clark mit ihrem Hund Spike.

## Besetzung
| Rolle          | Schauspieler            | Synchronsprecher         | Folgen                                                   |
| -------------- | ----------------------- | ------------------------ | -------------------------------------------------------- |
| Gary Hobson    | Kyle Chandler           | Joachim Tennstedt        | 1–90                                                     |
| Marissa Clark  | Shanesia Davis-Williams | Irina von Bentheim       | 1–90                                                     |
| Chuck Fishman  | Fisher Stevens          | Andreas Müller           | 1–45, 52, 71 und 86                                      |
| Patrick Quinn  | Billie Worley           | Oliver Feld              | 46–52, 54, 56–68 und 70–74                               |
| Erica Paget    | Kristy Swanson          | Maud Ackermann           | 47–52, 54–64 und 66–68                                   |
| Henry Paget    | Myles Jeffrey           | unbekannt                | 47–51, 54 und 56–68                                      |
| Marion Crumb   | Ron Dean                | Bert Franzke             | 1, 2, 7, 11, 14–16, 22, 37, 39–41, 45, 64, 79, 84 und 89 |
| Boswell        | James Deuter            | Helmut Heyne             | 1 a–4, 12, 16, 17, 19 und 24                             |
| Lois Hobson    | Tess Harper             | Evelyn Maron             | 40, 43, 55, 66, 70, 80, 88 und 90                        |
| Paul Armstrong | Michael Whaley          | Mathias Einert           | 63, 68, 75, 76, 83 und 88                                |
| Toni Brigatti  | Constance Marie         | Karin David              | 54, 64, 72, 75, 76 und 86                                |
| Miguel Diaz    | Luis Antonio Ramos      | Charles Rettinghaus      | 70, 73, 75, 76 und 83                                    |
| Bernie Hobson  | William Devane          | Friedrich Georg Beckhaus | 22                                                       |
| Bernie Hobson  | William Devane          | Michael Telloke          | 40, 43, 66 und 70                                        |
| Morris Sanford | John Watson Sr.         | Hermann Ebeling          | 4, 14, 15 und 53                                         |
| Morris Sanford | John Watson Sr.         | Michael Chevalier        | 88                                                       |

Anmerkungen:
  

## Episodenliste

### Staffel 1
| Nr. (ges.) | Nr. (St.) | Deutscher Titel                | Originaltitel            | Erstausstrahlung USA | Deutschsprachige Erstausstrahlung (D) | Regie                 | Drehbuch                                                                     |
| ---------- | --------- | ------------------------------ | ------------------------ | -------------------- | ------------------------------------- | --------------------- | ---------------------------------------------------------------------------- |
| 1          | 1         | Die geheimnisvolle Katze       | Pilot                    | 28. Sep. 1996        | 2. Sep. 1997                          | Michael Dinner        | Bob Brush und Ian Abrams Idee: Patrick Q. Page, Vik Rubenfeld und Ian Abrams |
| 2          | 2         | Die Entscheidung               | The Choice               | 5. Okt. 1996         | 9. Sep. 1997                          | Michael Dinner        | Bob Brush und John Romano                                                    |
| 3          | 3         | Baby, Baby                     | Baby                     | 12. Okt. 1996        | 16. Sep. 1997                         | Randy Zisk            | Bob Brush und Alex Taub                                                      |
| 4          | 4         | Die Truhe im Keller            | The Paper                | 19. Okt. 1996        | 23. Sep. 1997                         | Michael Nankin        | Bob Brush und John Romano                                                    |
| 5          | 5         | Der Hundedieb                  | Thief Swipes Mayor’s Dog | 26. Okt. 1996        | 4. Nov. 1997                          | Susan Seidelman       | Bob Brush, Robert Rabinowitz und John Romano                                 |
| 6          | 6         | Mitten ins Herz                | Hoops a                  | 2. Nov. 1996         | 30. Sep. 1997                         | Rick Rosenthal        | Bob Brush                                                                    |
| 7          | 7         | Kurz nach Mitternacht          | After Midnight           | 9. Nov. 1996         | 7. Okt. 1997                          | Michael Toshiyuki Uno | Deborah Joy LeVine                                                           |
| 8          | 8         | Waffen in Kinderhand           | Gun                      | 16. Nov. 1996        | 14. Okt. 1997                         | Jace Alexander        | Robert Rabinowitz und Alex Taub                                              |
| 9          | 9         | Tornado der Gefühle            | His Girl Thursday        | 23. Nov. 1996        | 21. Okt. 1997                         | Stephen Cragg         | Jeff Melvoin                                                                 |
| 10         | 10        | Morgen ermorde ich meinen Chef | The Worng Man            | 7. Dez. 1996         | 28. Okt. 1997                         | David Hugh Jones      | Alex Taub                                                                    |
| 11         | 11        | Der Weihnachtsmann             | Christmas                | 21. Dez. 1996        | 16. Dez. 1997                         | Daniel Attias         | Bob Brush                                                                    |
| 12         | 12        | Eiszeit                        | Frostbit                 | 11. Jan. 1997        | 11. Nov. 1997                         | Lee Bonner            | Alex Taub, Deborah Joy LeVine und Bob Brush                                  |
| 13         | 13        | Mafiabraut                     | Mob Wife                 | 25. Jan. 1997        | 18. Nov. 1997                         | Rick Rosenthal        | Dusty Kay, Norman Morrill und Alex Taub                                      |
| 14         | 14        | Ein Loch in der Wand, Teil 1   | The Wall (1)             | 1. Feb. 1997         | 25. Nov. 1997                         | Michael Dinner        | Bob Brush                                                                    |
| 15         | 15        | Ein Loch in der Wand, Teil 2   | The Wall (2)             | 8. Feb. 1997         | 2. Dez. 1997                          | James Quinn           | Bob Brush                                                                    |
| 16         | 16        | Besuch aus dem Wilden Westen   | Bat Masterson            | 22. Feb. 1997        | 9. Dez. 1997                          | Rick Wallace          | Dusty Kay                                                                    |
| 17         | 17        | Der verlorene Geschworene      | The Jury                 | 8. März 1997         | 14. Jan. 1998                         | Stephen Cragg         | Matt Dearborn                                                                |
| 18         | 18        | Die Hellseherin                | Psychic                  | 12. Apr. 1997        | 15. Jan. 1998                         | Mel Damski            | Alex Taub und Gina Wendkos                                                   |
| 19         | 19        | Alles für die Katz             | The Cat                  | 13. Apr. 1997        | 16. Jan. 1998                         | Daniel Attias         | Norman Morrill                                                               |
| 20         | 20        | Das Phantom der Oper           | Phantom at the Opera     | 19. Apr. 1997        | 17. Jan. 1998                         | Jan Eliasberg         | John J. Sakmar und Kerry Lenhart                                             |
| 21         | 21        | Ein Herzenswunsch              | Faith                    | 26. Apr. 1997        | 19. Jan. 1998                         | John Kretchmer        | Bob Brush                                                                    |
| 22         | 22        | Nicht mit meinem Vater         | Dad                      | 3. Mai 1997          | 20. Jan. 1998                         | Randy Zisk            | Bob Brush und Alex Taub                                                      |
| 23         | 23        | Blindes Vertrauen              | Love Is Blind            | 17. Mai 1997         | 21. Jan. 1998                         | Michael Lange         | John J. Sakmar und Kerry Lenhart                                             |

Anmerkungen:
  

### Staffel 2
| Nr. (ges.) | Nr. (St.) | Deutscher Titel               | Originaltitel            | Erstausstrahlung USA | Deutschsprachige Erstausstrahlung (D) | Regie          | Drehbuch                         |
| ---------- | --------- | ----------------------------- | ------------------------ | -------------------- | ------------------------------------- | -------------- | -------------------------------- |
| 24         | 1         | Flug 808                      | Home                     | 27. Sep. 1997        | 28. Juli 1999                         | Mel Damski     | H. Wiggens                       |
| 25         | 2         | Die Medaile                   | The Medal                | 4. Okt. 1997         | 29. Juli 1999                         | Daniel Attias  | Patrick Sean Clark               |
| 26         | 3         | Eine Bombenhochzeit           | The Wedding              | 11. Okt. 1997        | 30. Juli 1999                         | James Quinn    | Carla Kettner                    |
| 27         | 4         | Der Liebling von Chicago      | Jenny Sloane             | 18. Okt. 1997        | 2. Aug. 1999                          | Gary Nelson    | Alex Taub                        |
| 28         | 5         | Lift ins Jenseits             | Downsized                | 25. Okt. 1997        | 3. Aug. 1999                          | Mel Damski     | Nick Harding                     |
| 29         | 6         | Engel und Teufel              | Angels And Devils        | 1. Nov. 1997         | 4. Aug. 1999                          | Gary Nelson    | Sean Cholodenko                  |
| 30         | 7         | Die schöne Virtuosin          | Redfellas                | 8. Nov. 1997         | 5. Aug. 1999                          | John Kretchmer | Carla Kettner                    |
| 31         | 8         | Weg der Gewalt                | March In Time            | 15. Nov. 1997        | 6. Aug. 1999                          | Robert Ginty   | Randy Feldman                    |
| 32         | 9         | Der Footballkönig             | A Regular Joe            | 22. Nov. 1997        | 9. Aug. 1999                          | Mel Damski     | Jeff Melvoin                     |
| 33         | 10        | Im Liebesrausch               | A Bris Is Just A Bris    | 20. Dez. 1997        | 10. Aug. 1999                         | Scott Paulin   | Alex Taub                        |
| 34         | 11        | Ein kleines Wunder            | A Minor Miracle          | 10. Jan. 1998        | 11. Aug. 1999                         | Jim Charleston | Randy Feldman                    |
| 35         | 12        | Die Prinzessin auf der Straße | Romancing The Throne     | 17. Jan. 1998        | 12. Aug. 1999                         | Gary Nelson    | Carla Kettner                    |
| 36         | 13        | Das Signal                    | Walk, Don’t Run          | 24. Jan. 1998        | 13. Aug. 1999                         | Richard Heus   | Patrick Sean Clark               |
| 37         | 14        | Alles wie geschmiert          | The Return Of Crumb      | 31. Jan. 1998        | 16. Aug. 1999                         | Gary Nelson    | Randy Feldman                    |
| 38         | 15        | Der Fluch                     | Mum’s the Word           | 4. Apr. 1998         | 17. Aug. 1999                         | John Patterson | Robert Masello                   |
| 39         | 16        | Die schöne Unbekannte         | Where Or When            | 11. Apr. 1998        | 18. Aug. 1999                         | David Grossman | Shannon Dobson                   |
| 40         | 17        | Ein Unglück und vier Brüder   | The Fourth Carpathian    | 18. Apr. 1998        | 19. Aug. 1999                         | Gary Nelson    | Alex Taub                        |
| 41         | 18        | Die letzte Tat                | The Quality Of Mercy     | 25. Apr. 1998        | 20. Aug. 1999                         | Fisher Stevens | David Levinson                   |
| 42         | 19        | Die Kunst des Lügens          | Show Me The Monet        | 2. Mai 1998          | 7. Sep. 2000                          | Mel Damski     | Nick Harding                     |
| 43         | 20        | Renee                         | Don’t Walk Away Renee    | 9. Mai 1998          | 8. Sep. 2000                          | Gary Nelson    | Patrick Sean Clark und Alex Taub |
| 44         | 21        | Zwischen den Zeiten           | Hot Time in the Old Town | 16. Mai 1998         | 11. Sep. 2000                         | Gary Nelson    | Carla Kettner                    |
| 45         | 22        | Das zweite Gesicht            | Second Sight             | 23. Mai 1998         | 12. Sep. 2000                         | Daniel Attias  | H. Wiggens                       |

### Staffel 3
| Nr. (ges.) | Nr. (St.) | Deutscher Titel           | Originaltitel            | Erstausstrahlung USA | Deutschsprachige Erstausstrahlung (D) | Regie          | Drehbuch                         |
| ---------- | --------- | ------------------------- | ------------------------ | -------------------- | ------------------------------------- | -------------- | -------------------------------- |
| 46         | 1         | Ein heißer Tag            | Blackout                 | 26. Sep. 1998        | 13. Sep. 2000                         | Gary Nelson    | Star Frohman                     |
| 47         | 2         | Tod auf dem Highway       | Collision                | 3. Okt. 1998         | 14. Sep. 2000                         | Randy Zisk     | Alex Taub                        |
| 48         | 3         | Spiel ohne Ende           | A Horse Is A Horse       | 10. Okt. 1998        | 15. Sep. 2000                         | Lee Bonner     | Carla Kettner                    |
| 49         | 4         | Hobson im Dienst          | Lt. Hobson, USN          | 17. Okt. 1998        | 18. Sep. 2000                         | Mel Damski     | Patrick Sean Clark               |
| 50         | 5         | Der heilige Nick          | Saint Nick               | 24. Okt. 1998        | 19. Sep. 2000                         | James Quinn    | Jeff Melvoin                     |
| 51         | 6         | Halloween                 | Halloween                | 31. Okt. 1998        | 20. Sep. 2000                         | Gary Nelson    | Bob Brush                        |
| 52         | 7         | Chuck auf Abwegen         | Up Chuck                 | 7. Nov. 1998         | 21. Sep. 2000                         | David Grossman | Alex Taub                        |
| 53         | 8         | Die Zeit läuft            | Deadline                 | 14. Nov. 1998        | 22. Sep. 2000                         | Scott Paulin   | Patrick Sean Clark               |
| 54         | 9         | Vertrauenssache           | In Gary We Trust         | 21. Nov. 1998        | 25. Sep. 2000                         | Ian Barry      | Carla Kettner                    |
| 55         | 10        | Der Große Coup            | Nest Egg                 | 5. Dez. 1998         | 26. Sep. 2000                         | Gary Nelson    | Alex Taub und Patrick Sean Clark |
| 56         | 11        | Nachhilfestunden          | Teen Angels              | 19. Dez. 1998        | 27. Sep. 2000                         | James Quinn    | Laura Doyle                      |
| 57         | 12        | Babysitter Blues          | Slippity-doo-dah         | 9. Jan. 1999         | 28. Sep. 2000                         | Fisher Stevens | Carla Kettner                    |
| 58         | 13        | Der letzte seiner Art     | The Last Untouchable     | 16. Jan. 1999        | 29. Sep. 2000                         | Randy Roberts  | Patrick Sean Clark               |
| 59         | 14        | Nichts als die Wahrheit   | Just One Of Those Things | 6. Feb. 1999         | 2. Okt. 2000                          | Gary Nelson    | Alex Taub                        |
| 60         | 15        | Herzklopfen               | Funny Valentine          | 13. Feb. 1999        | 4. Okt. 2000                          | Adam Nimoy     | Jeff Melvoin                     |
| 61         | 16        | Eine Kugel für den Rapper | Number One With A Bullet | 20. Feb. 1999        | 5. Okt. 2000                          | David Petrarca | Attica Locke                     |
| 62         | 17        | Streithähne               | Two To Tangle            | 27. Feb. 1999        | 6. Okt. 2000                          | James Quinn    | Rick Mittleman                   |
| 63         | 18        | Schicksal                 | Fate                     | 20. März 1999        | 9. Okt. 2000                          | Gary Nelson    | Carla Kettner                    |
| 64         | 19        | Für alle Fälle Crumb      | Crumb Again              | 3. Apr. 1999         | 10. Okt. 2000                         | Mel Damski     | Patrick Sean Clark               |
| 65         | 20        | Vom Affen gebissen        | Pinch Hitters            | 17. Apr. 1999        | 11. Okt. 2000                         | Todd Pfeiffer  | Daniel Freudenberger             |
| 66         | 21        | Wieder zu Hause           | Home Groan               | 1. Mai 1999          | 12. Okt. 2000                         | Scott Paulin   | Alex Taub                        |
| 67         | 22        | Mach’s noch einmal, Sammo | Play It Again Sammo      | 8. Mai 1999          | 13. Okt. 2000                         | Gary Nelson    | Patrick Sean Clark               |
| 68         | 23        | Abschied                  | Blowing Up Is Hard To Do | 15. Mai 1999         | 16. Okt. 2000                         | David Grossman | Jeff Pinkner und Carla Kettner   |

### Staffel 4
| Nr. (ges.) | Nr. (St.) | Deutscher Titel       | Originaltitel               | Erstausstrahlung USA | Deutschsprachige Erstausstrahlung (D) | Regie            | Drehbuch                                                  |
| ---------- | --------- | --------------------- | --------------------------- | -------------------- | ------------------------------------- | ---------------- | --------------------------------------------------------- |
| 69         | 1         | Der Mann aus New York | The Out-of-Towner           | 25. Sep. 1999        | 16. Nov. 2002                         | Gary Nelson      | Alex Taub                                                 |
| 70         | 2         | Die liebe Familie     | Duck Day Afternoon          | 2. Okt. 1999         | 23. Nov. 2002                         | Randy Roberts    | Carla Kettner                                             |
| 71         | 3         | Chuck                 | Take Me out to the Ballgame | 9. Okt. 1999         | 30. Nov. 2002                         | Reza Badiyi      | Patrick Sean Clark                                        |
| 72         | 4         | Diamanten bevorzugt   | The Iceman Taketh           | 16. Okt. 1999        | 7. Dez. 2002                          | Scott Paulin     | James Stanley und Diane Messina Stanley                   |
| 73         | 5         | Bitte lächeln!        | Camera Shy                  | 23. Okt. 1999        | 14. Dez. 2002                         | Reza Badiyi      | Eric Tuchman                                              |
| 74         | 6         | Die Chaostheorie      | Wild Card                   | 30. Okt. 1999        | 21. Dez. 2002                         | Kevin Dowling    | Josh Appelbaum und André Nemec                            |
| 75         | 7         | Menschenjagd – Teil 1 | Fatal Edition (1)           | 6. Nov. 1999         | 4. Jan. 2003                          | Gary Nelson      | Jeff Pinkner                                              |
| 76         | 8         | Menschenjagd – Teil 2 | Fatal Edition (2)           | 13. Nov. 1999        | 11. Jan. 2003                         | Gary Nelson      | Doris Egan                                                |
| 77         | 9         | Wetterleuchten        | Weathergirl                 | 20. Nov. 1999        | 18. Jan. 2003                         | Mel Damski       | Alex Taub                                                 |
| 78         | 10        | Gary rennt            | Run, Gary, Run              | 18. Dez. 1999        | 18. Jan. 2003                         | Scott Paulin     | Carla Kettner                                             |
| 79         | 11        | Rose                  | Rose                        | 19. Feb. 2000        | 25. Jan. 2003                         | Julia Rask       | Lorin Wertheimer                                          |
| 80         | 12        | Die zweite Chance     | Snow Angels                 | 26. Feb. 2000        | 1. Feb. 2003                          | Sandor Stern     | Josh Appelbaum und André Nemec                            |
| 81         | 13        | Die Gabe              | Gifted                      | 4. März 2000         | 8. Feb. 2003                          | Kevin Dowling    | James Stanley und Diane Messina Stanley                   |
| 82         | 14        | Prüfungsangst         | Performance Anxiety         | 11. März 2000        | 15. Feb. 2003                         | Gary Nelson      | Doris Egan                                                |
| 83         | 15        | Der einzige Zeuge     | False Witness               | 25. März 2000        | 22. Feb. 2003                         | Ian Barry        | Eric Tuchman                                              |
| 84         | 16        | Spiel des Lebens      | The Play’s the Thing        | 8. Apr. 2000         | 1. März 2003                          | Deborah Reinisch | Michael Katz                                              |
| 85         | 17        | Ein schwarzer Tag     | Blind Faith                 | 22. Apr. 2000        | 8. März 2003                          | James Quinn      | Jeff Pinkner                                              |
| 86         | 18        | Immer wieder Amber    | Occasionally Amber          | 29. Apr. 2000        | 15. März 2003                         | Kyle Chandler    | Lawrence Meyers                                           |
| 87         | 19        | Der Kopfgeldjäger     | Mel Schwartz, Bounty Hunter | 6. Mai 2000          | 22. März 2003                         | Todd Pfeiffer    | Alex Taub                                                 |
| 88         | 20        | Zeit und Raum         | Time                        | 13. Mai 2000         | 29. März 2003                         | Mel Damski       | Carla Kettner                                             |
| 89         | 21        | Gangsters Glück       | Everybody Goes to Rick’s    | 20. Mai 2000         | 5. Apr. 2003                          | Gary Nelson      | James Stanley, Diane Messina Stanley und Lorin Wertheimer |
| 90         | 22        | Irische Hochzeit      | Luck o’ the Irish           | 27. Mai 2000         | 12. Apr. 2003                         | Gary Nelson      | Patrick Sean Clark                                        |

## DVD-Erscheinungen
Am 24. Juni 2008 ist die erste Staffel mit allen 23 Episoden auf sechs DVDs in den USA erschienen. Als Bonusmaterial gibt es Promo-Videos der Episoden. Die zweite Staffel hat Paramount am 28. Juli 2009 ohne Bonusmaterial veröffentlicht.